# Christian Wilhelm Allers

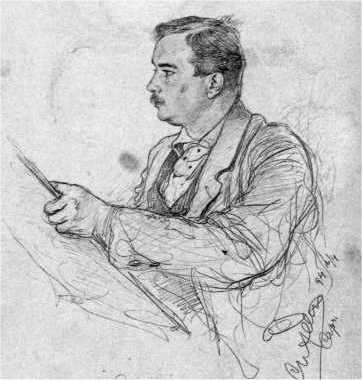
Selbstporträt (1894)

Christian Wilhelm Allers (* 6. August 1857 in Hamburg; † 19. Oktober 1915 in Karlsruhe) war ein deutscher Zeichner, Maler und Illustrator. Bekannt wurde er durch naturalistische Porträts und Alltagsszenen. Besondere Bedeutung haben die Marine, das Corpswesen und Bismarck.

## Leben
Christian Wilhelm Allers wurde 1857 als Sohn eines Kaufmanns in Hamburg geboren. Er war dort zunächst als Lithograph tätig. 1877 wechselte er nach Karlsruhe, wo er zunächst weiter als Lithograph arbeitete. In der Kunstakademie Karlsruhe nahm er Unterricht unter anderem bei Ferdinand Keller. Protegiert von Anton von Werner, diente er 1880/81 bei der Kaiserlichen Marine in Kiel. In Kiel lernte er Klaus Groth kennen, den er oft traf und gelegentlich porträtierte.
Bekannt wurde er 1888 durch seine Mappe „Club Eintracht“. Es folgten bald weitere erfolgreiche Mappen und illustrierte Bücher (u. a. über Otto von Bismarck), so dass er sich um 1890 ein Haus in Karlsruhe (Lage) und 1892 eine Villa auf Capri (Lage) bauen konnte. Dort lebte er viele Jahre (mit Aufenthalten in Hamburg und Karlsruhe und Reisen in viele Länder der Erde). Seine Villa wurde von vielen deutschen und ausländischen Prominenten besucht.
Im Herbst 1902 kam es aber zu einem Eklat: Er wurde der Päderastie beschuldigt (als Folge des „Krupp-Skandals“ um Friedrich Alfred Krupp) und 1903 von einem italienischen Gericht zu 4½ Jahren Gefängnis verurteilt. Allers floh und reiste mehrfach um die Welt. Er malte weiter (jetzt unter dem Künstlernamen „W. Andresen“) und verdiente seinen Lebensunterhalt vor allem durch Porträts. Er starb im Jahre 1915 kurz nach seiner Rückkehr nach Deutschland. Sein künstlerischer Nachlass wurde 1919 in Karlsruhe versteigert.

## Ehrungen
1958 wurde die Straße Allerskehre in Hamburg-Steilshoop nach Christian Wilhelm Allers benannt.

## Künstlerische Einordnung
C. W. Allers war ein Naturalist. Er zeichnete seine Motive sehr detailreich und realistisch, ohne dabei eigene Gefühle einzuarbeiten. Beim Betrachter können aber durch den Inhalt der Werke doch Bewegungen aufkommen, etwa durch die Darstellung von sozialen Gegensätzen oder den Folgen des Alterns. Er nahm sich allerdings die Freiheit, Gesichter ihm bekannter Personen in andere Szenen einzubauen; in diesem Sinne ist er kein Realist. Technisch arbeitete Allers viel mit Bleistift und mit Kreide. Auch seine farbigen Werke sind in der Regel auf Grundlage einer Bleistiftzeichnung entstanden, die später koloriert wurde (Pastell, Öl). Thematisch lassen sich seine Arbeiten in folgende Bereiche gliedern:
- Alltagsszenen (z. B. Club Eintracht, Spreeathener)
- Reiseerzählungen (z. B. La bella Napoli, Rund um die Erde)
- Darstellung bedeutender Persönlichkeiten (z. B. Unser Bismarck)
- Porträts als Auftragsarbeiten

## Bildmappen und illustrierte Bücher

### Als Autor oder Herausgeber

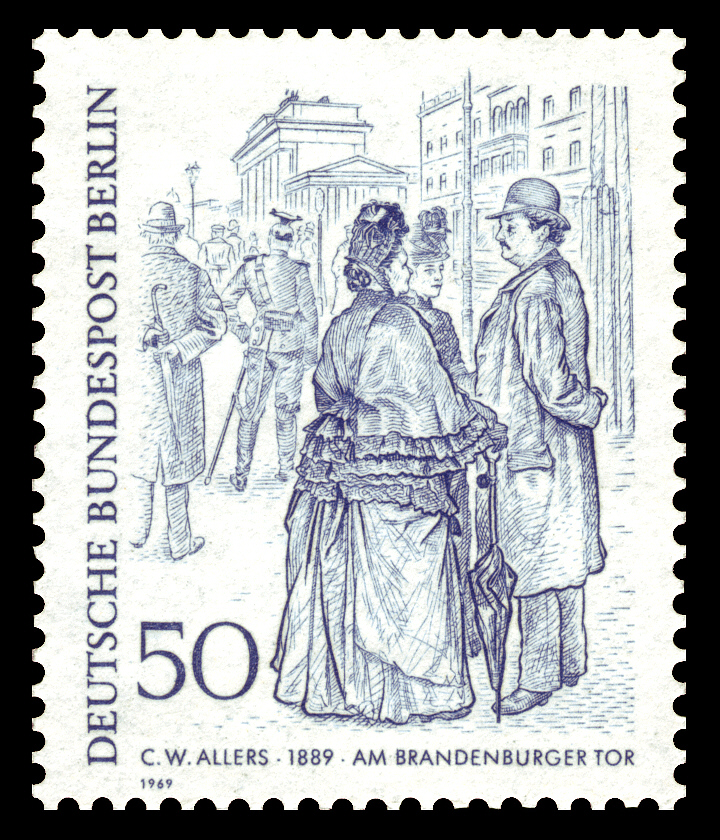
Am Brandenburger Tor, mit Julius Stinde (1889)

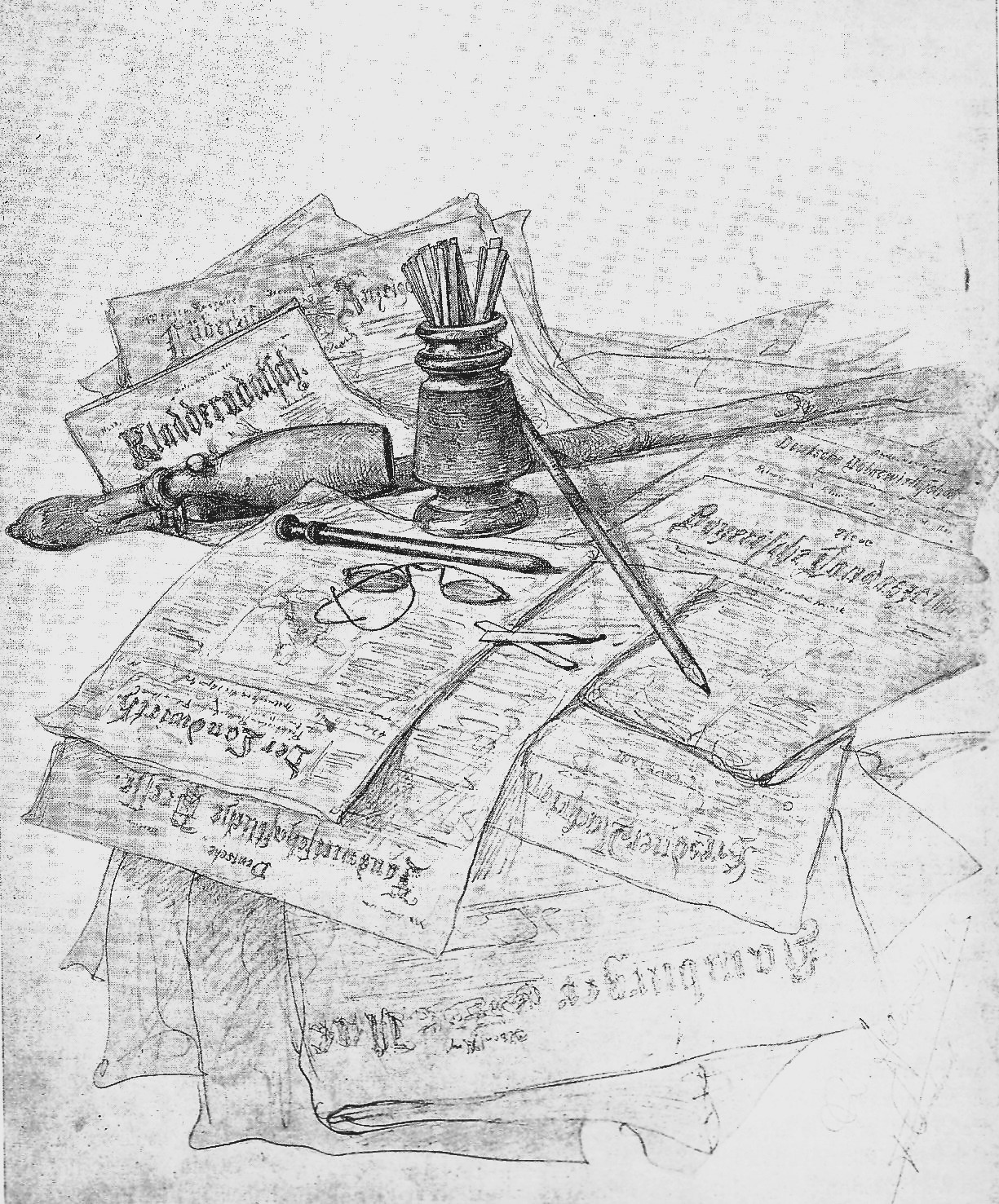
Fürst Bismarck’s Lesetisch (1892)

- 1885: Aus Kamerun. Ein Bilderbuch für kleine und große Kinder. (Zehn kleine Negerlein)
- 1885: Allerlei Unpoetisches
- 1887: Hinter den Coulissen des Circus Renz
- 1887: Hamburger Bilder
- 1887: The Mikado (Schauspieler und Szenen aus der Operette Der Mikado)
- 1888: Club Eintracht – Eine Sommerfahrt
- 1888: Hinter den Coulissen
- 1888: Bunte Welt
- 1889: Eine Hochzeitsreise durch die Schweiz
- 1889: Spreeathener. Berliner Bilder
- 1890: Die Meininger
- 1890: Die silberne Hochzeit
- 1891: Unsere Marine
- 1891: Backschisch. Erinnerungen an die Reise der Augusta Victoria in den Orient.
- 1891: Der Amateur-Photograph (wurde ohne Genehmigung von C. W. Allers veröffentlicht, Auflage 1000 Stück)[2][3]
- 1892: Capri
- 1892: Fürst von Bismarck in Friedrichsruh
- 1893: La bella Napoli
- 1895: Unser Bismarck
- 1895: Im Rathsweinkeller zu Hamburg
- 1896: Hochzeitsreise nach Italien
- 1897: Das deutsche Jägerbuch, mit Ludwig Ganghofer herausgegeben
- 1898: Rund um die Erde
- 1898: Unser Bismarck. Gedächtnis-Ausgabe
- 1900: Unter deutscher Flagge
- 1902: Das deutsche Corpsleben, Einleitung von Franz Moldenhauer

Nachdrucke
- Backschisch. 1973, ISBN 3-7702-2700-X; 2008, ISBN 978-3-86805-159-9; 2020, ISBN 978-3-7504-8155-8.
- Capri. 1992, G. Schettino, Neapel, Vorwort in Italienisch, ohne ISBN.
- Das deutsche Jägerbuch. 2006, ISBN 3-8262-0110-8.
- Spreeathener. 1979, ISBN 3-7925-0263-1.
- Unsere Marine (unter dem Titel Alltag in der Kaiserlichen Marine um 1890.) 1993, ISBN 3-89488-051-1.
- Das deutsche Corpsleben. (2016, ISBN 978-3-9815935-4-9), mit Nachwort und Namensregister.

### Als Illustrator
- 1887: Anna Lindau: Neue Märchen. Verlag Schottländer, Breslau.
- 1887: F. H. Benary: Hans Besenried. Ein Spielmannssang.
- 1890: Ernst von Wolzogen: Er photographirt! Eine nervöse Geschichte in Versen.
- 1894: Alexander Olinda: Freund Allers. (Biografie)

## Werke

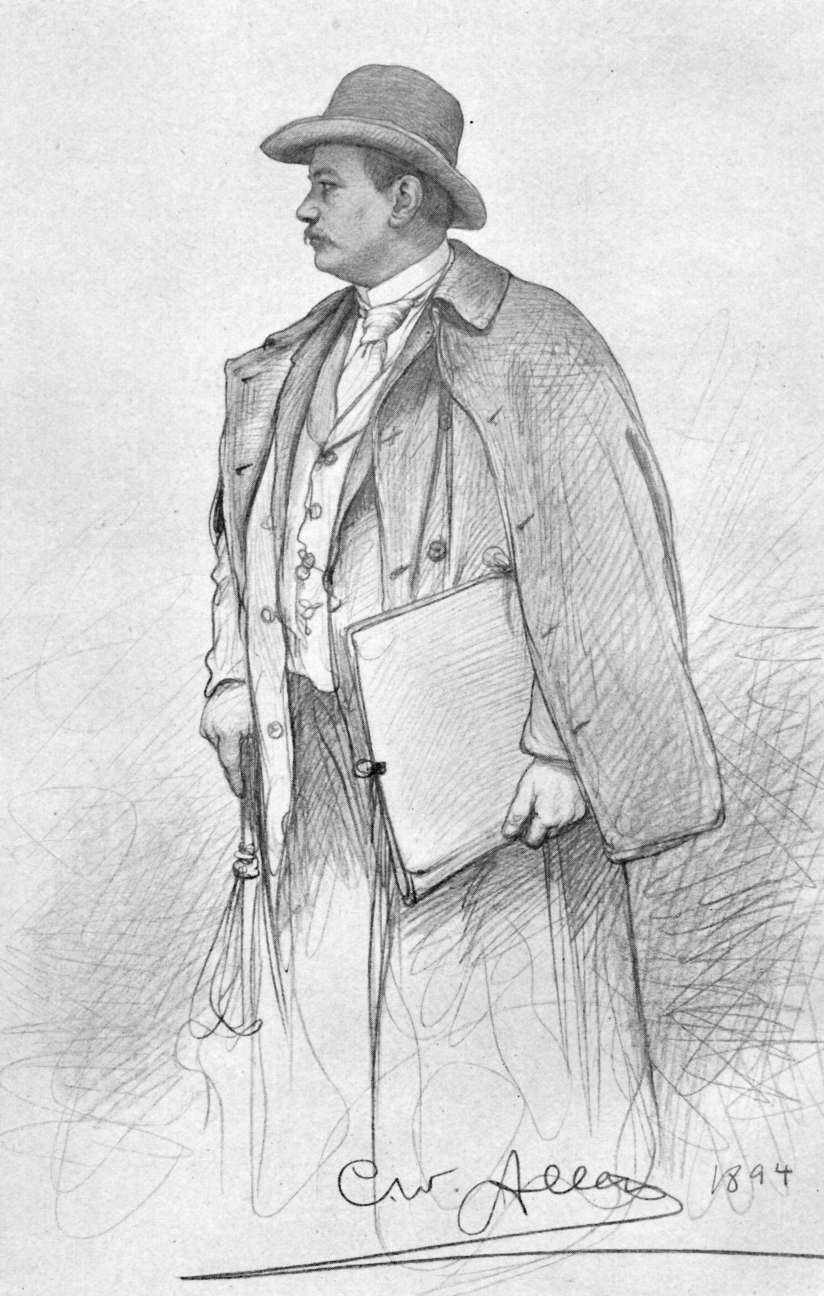
Selbstporträt (1894)
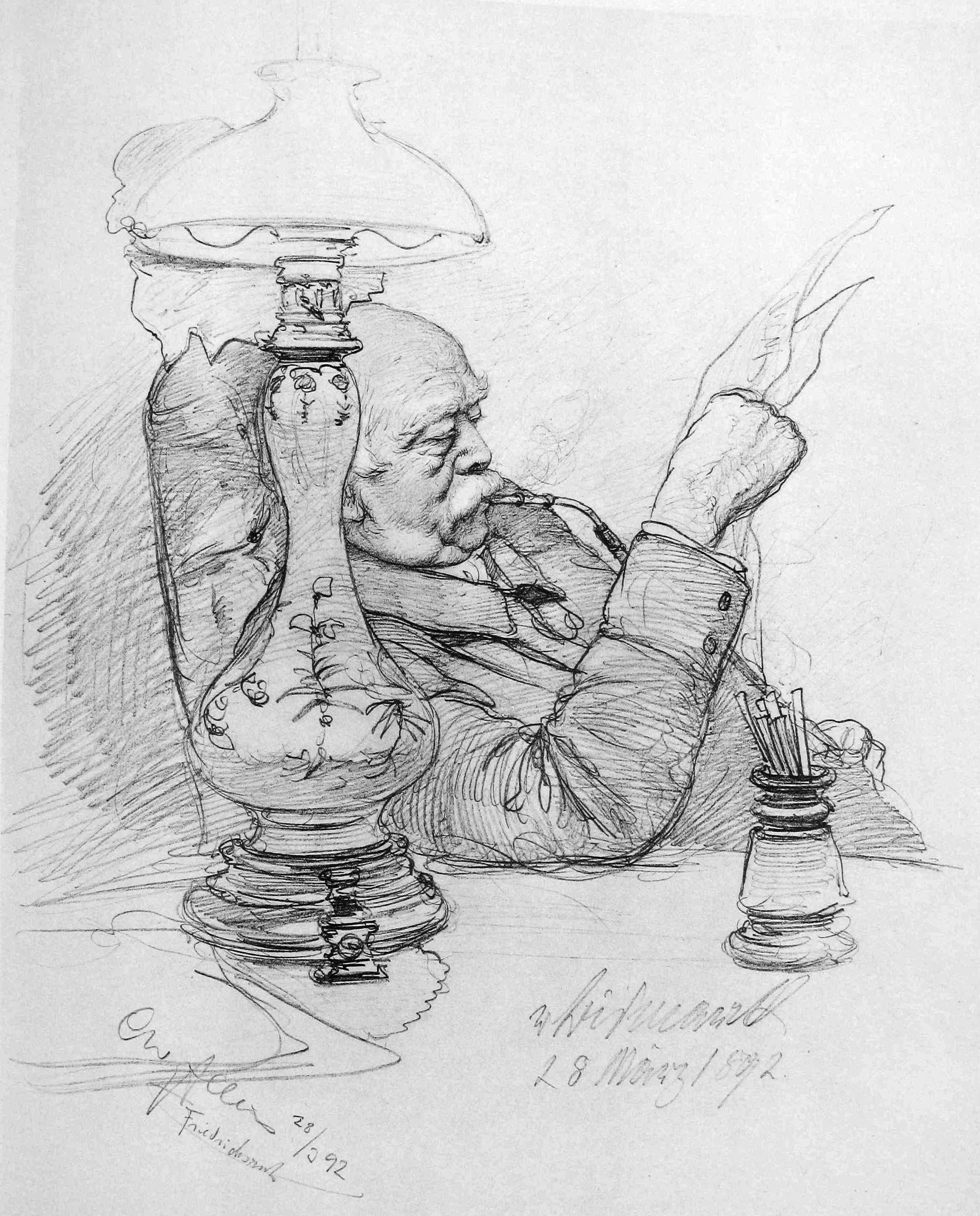
Otto von Bismarck, 1892
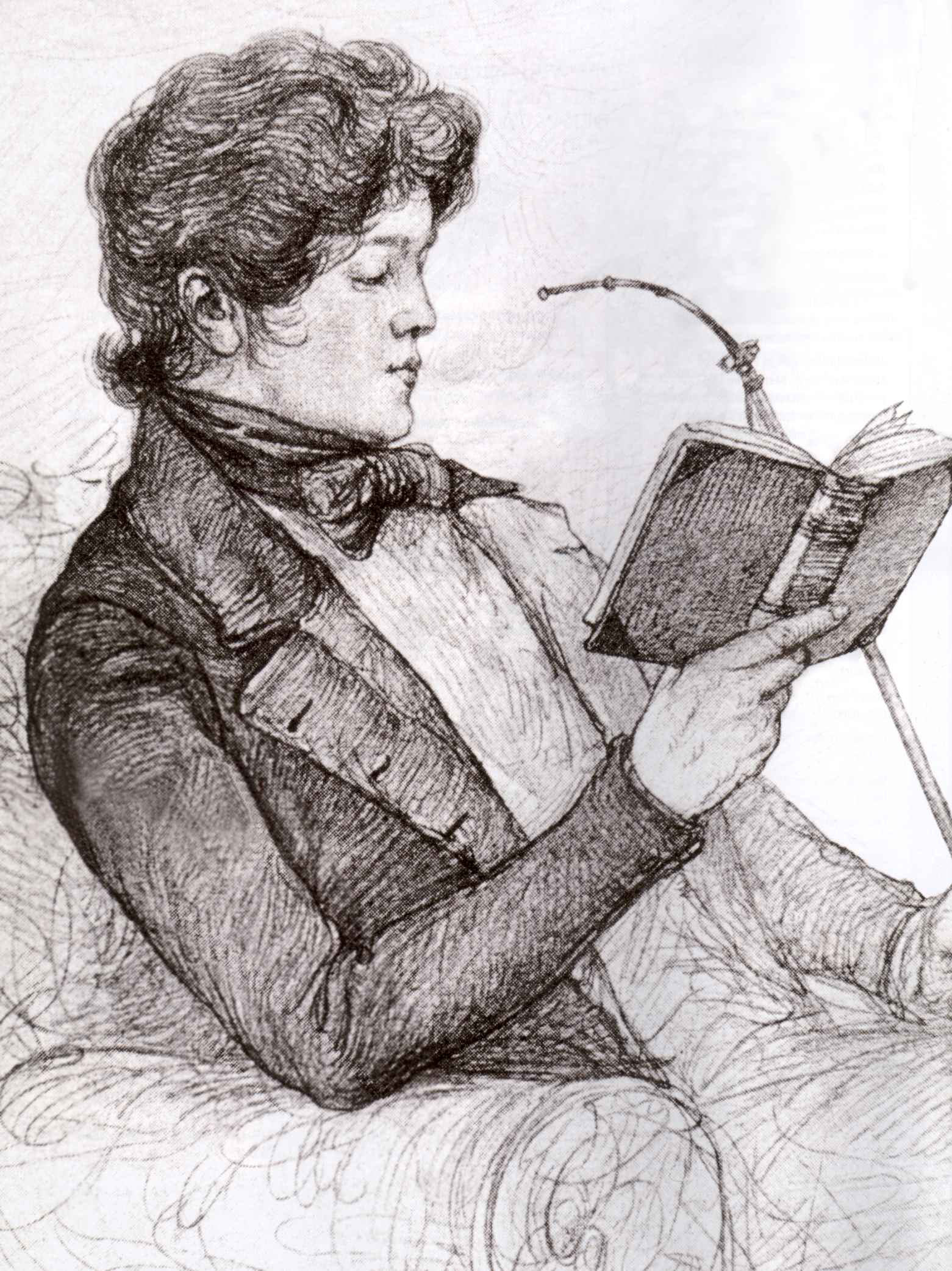
Bismarck als 19-Jähriger (1893)
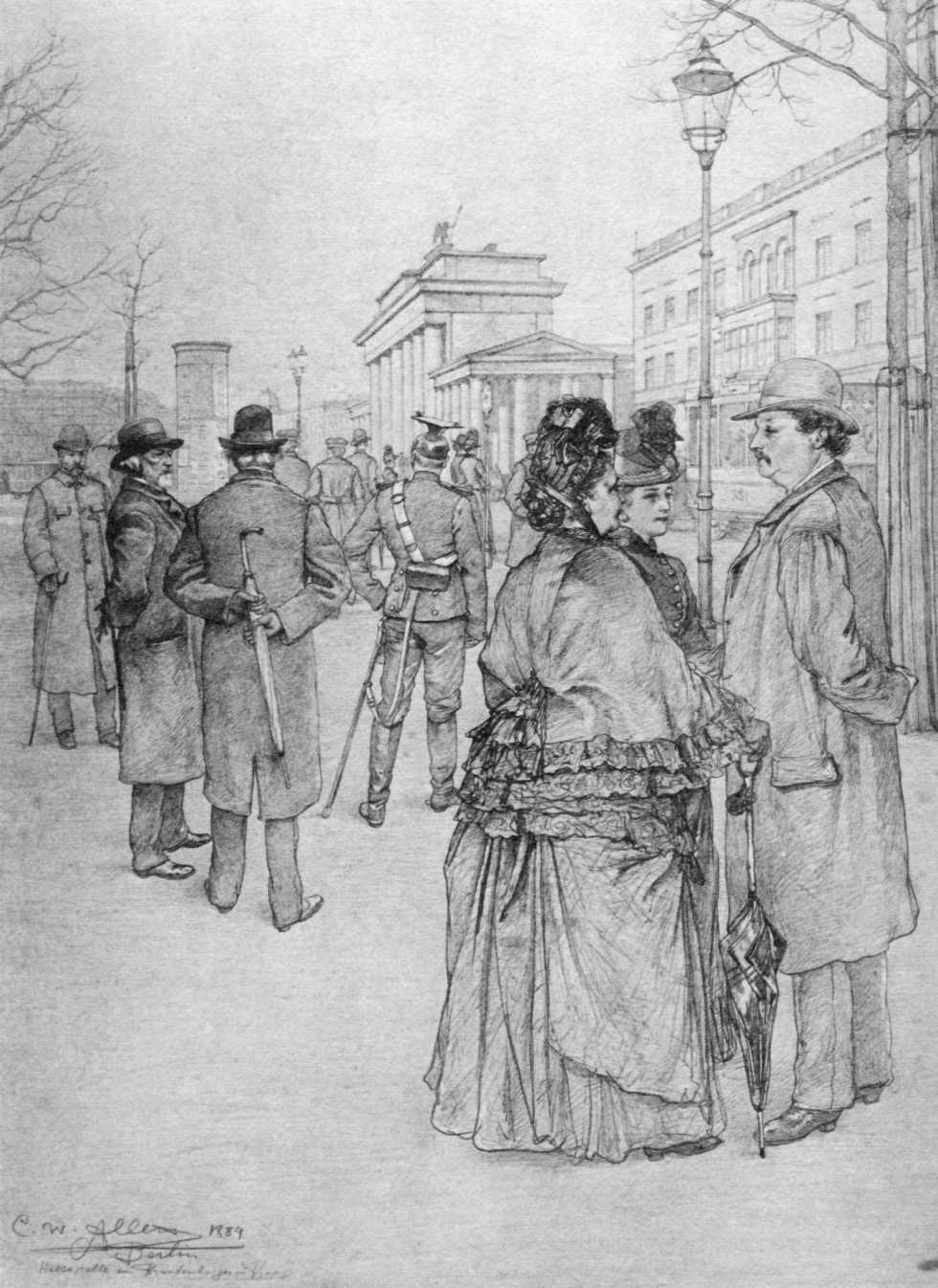
Am Brandenburger Tor (1889)
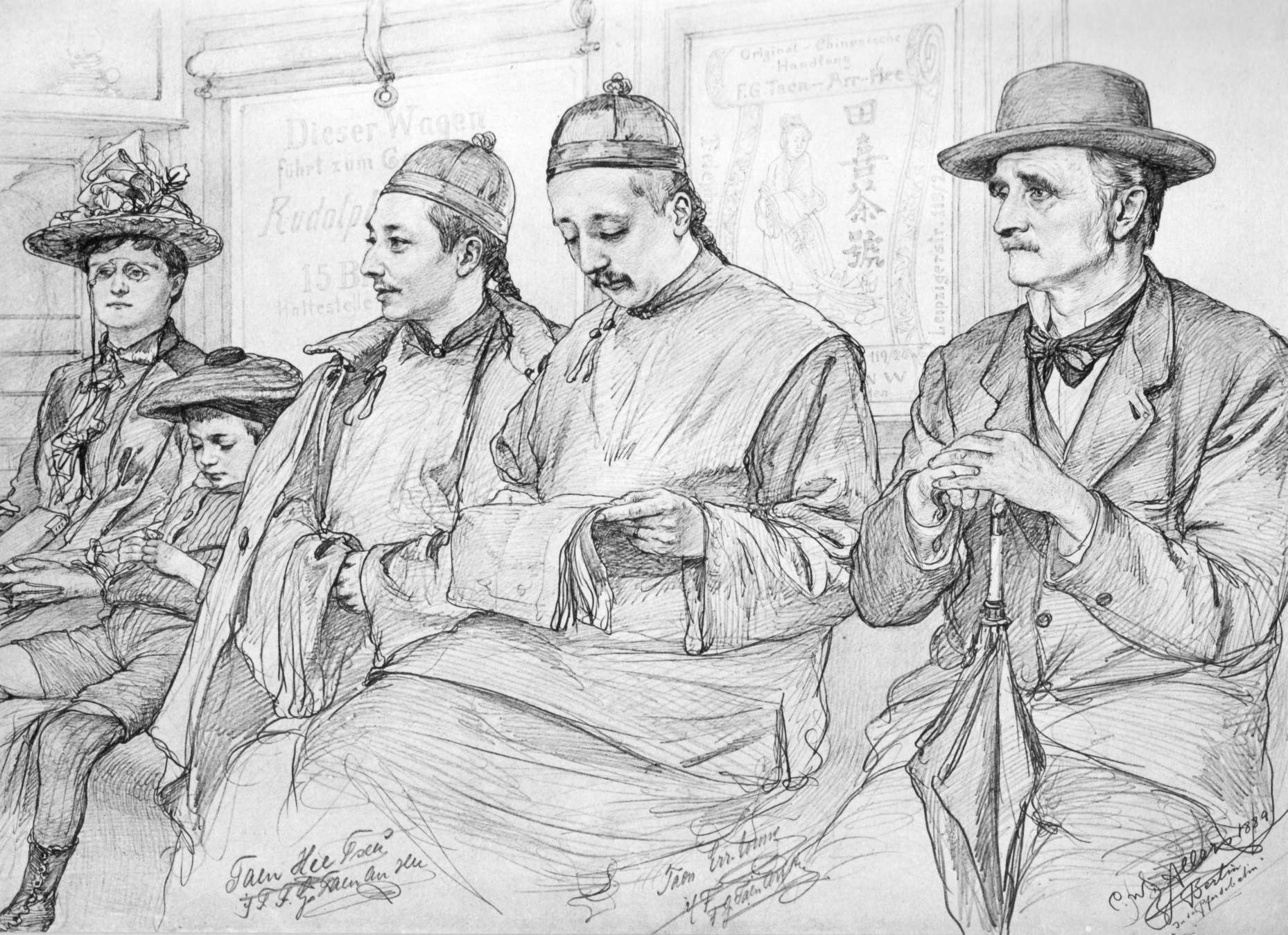
Chinesen in der Berliner Pferdebahn (1889)
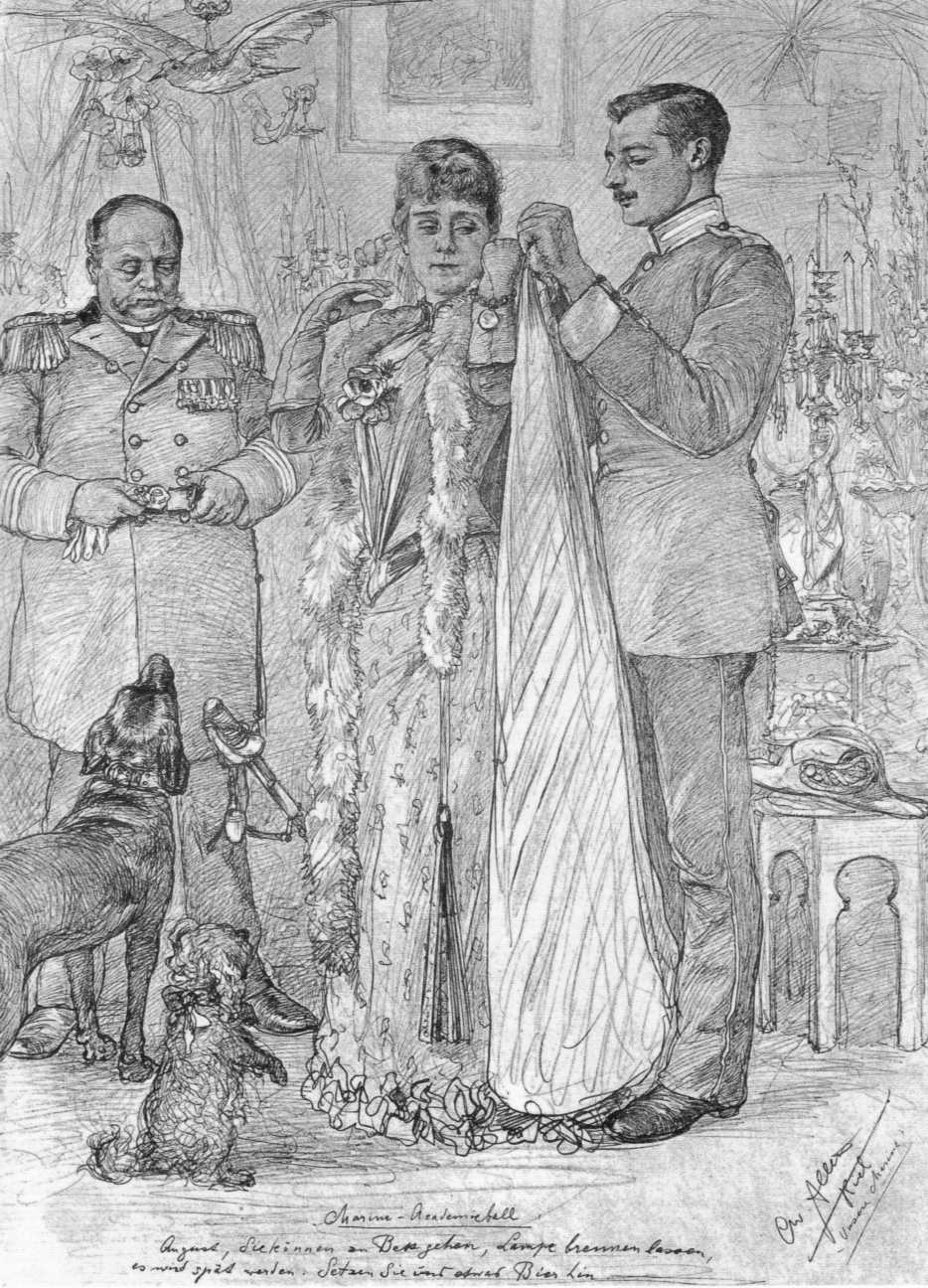
Marine-Academieball
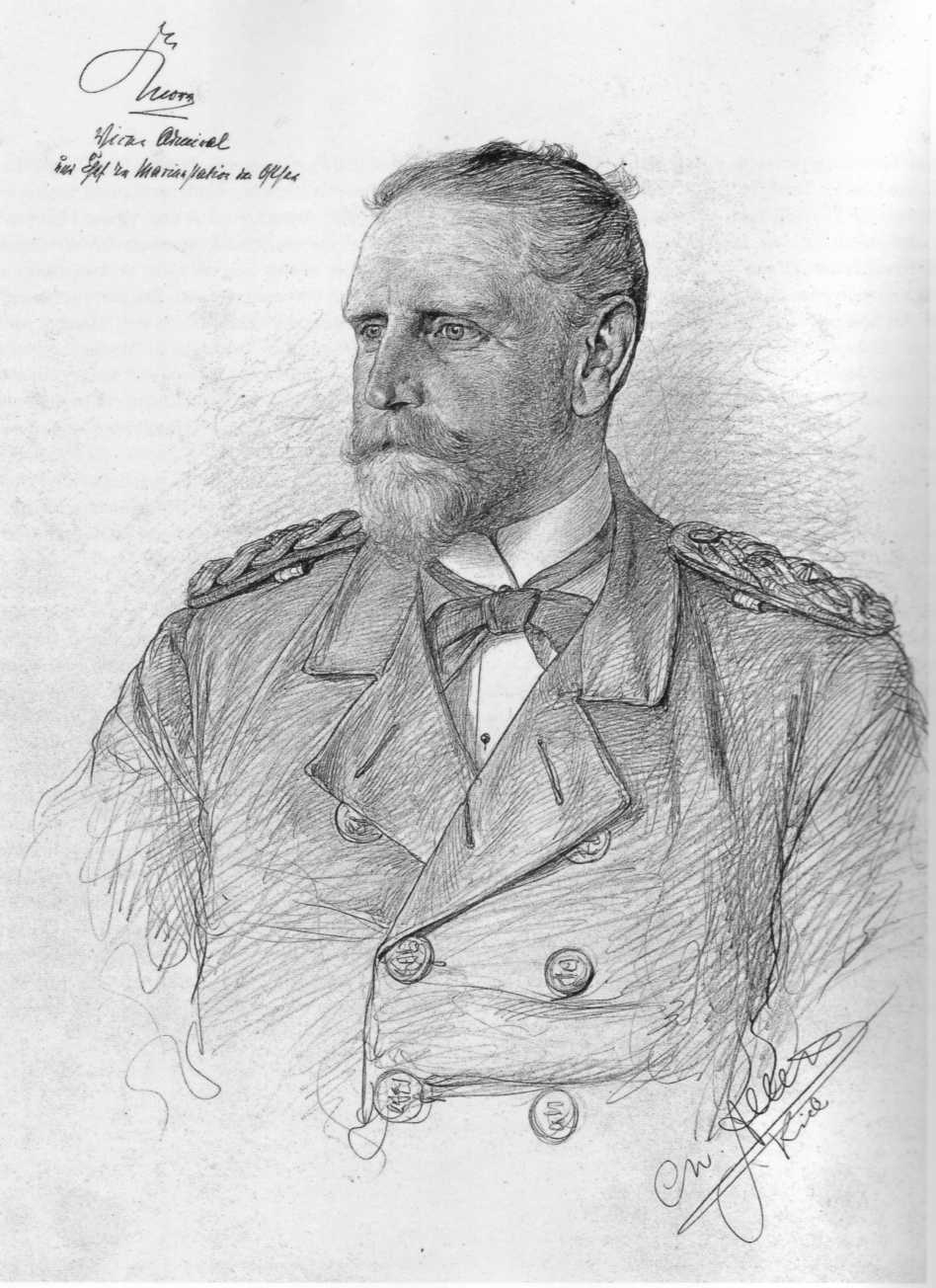
Vizeadmiral Eduard von Knorr
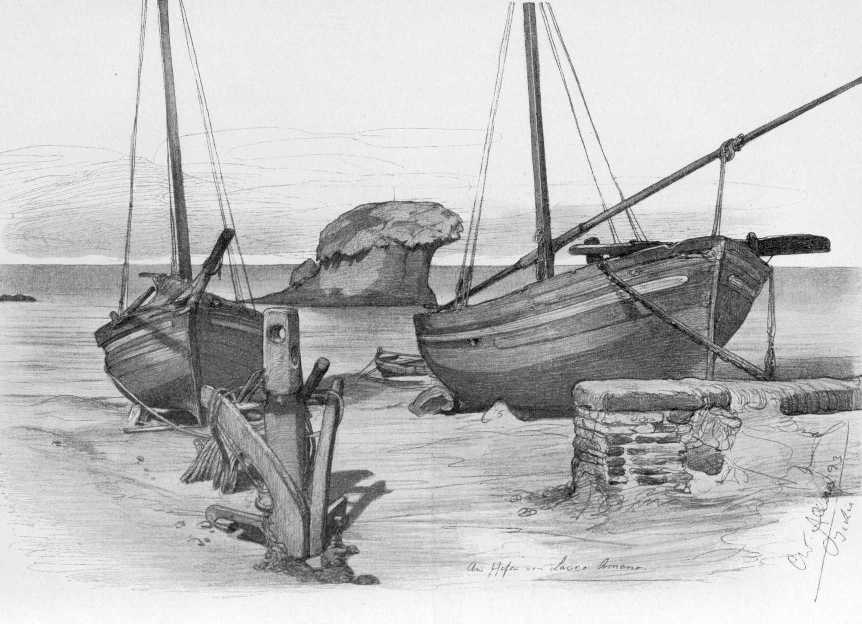
Am Hafen von Lacco Ameno (Ischia)
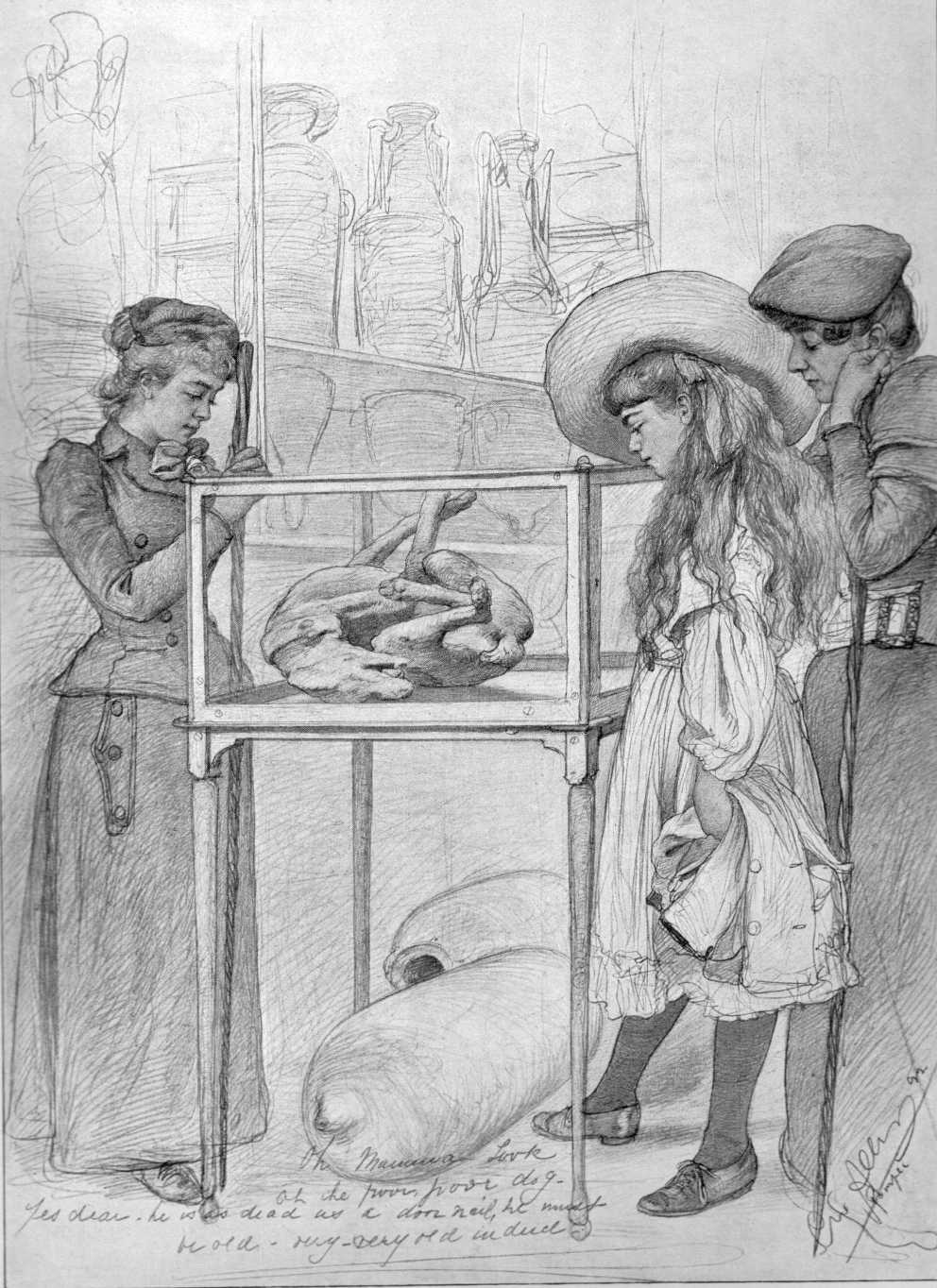
Pompeji: Oh the poor poor dog
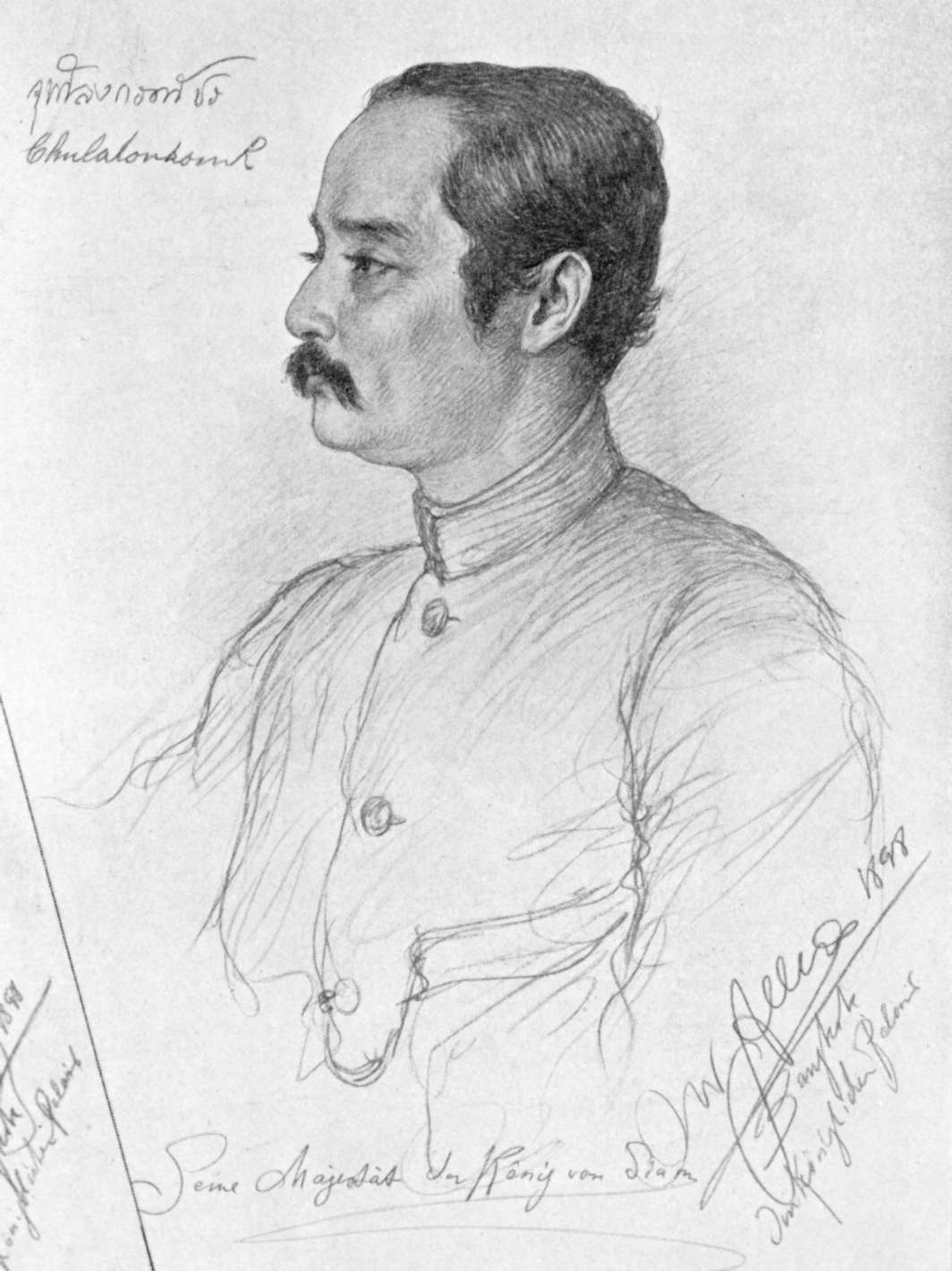
Rama V. Chulalongkorn, König von Siam (1898)
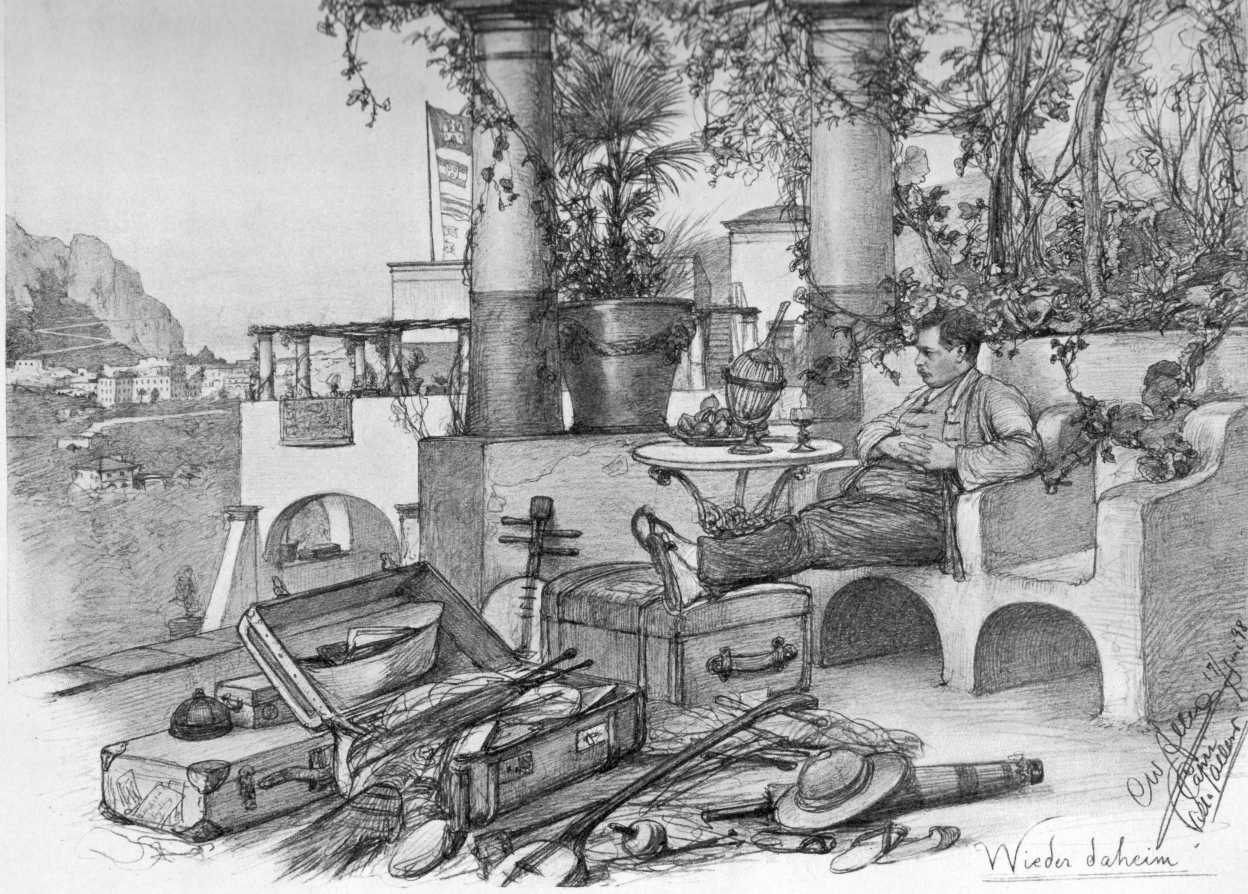
Capri, Villa Allers
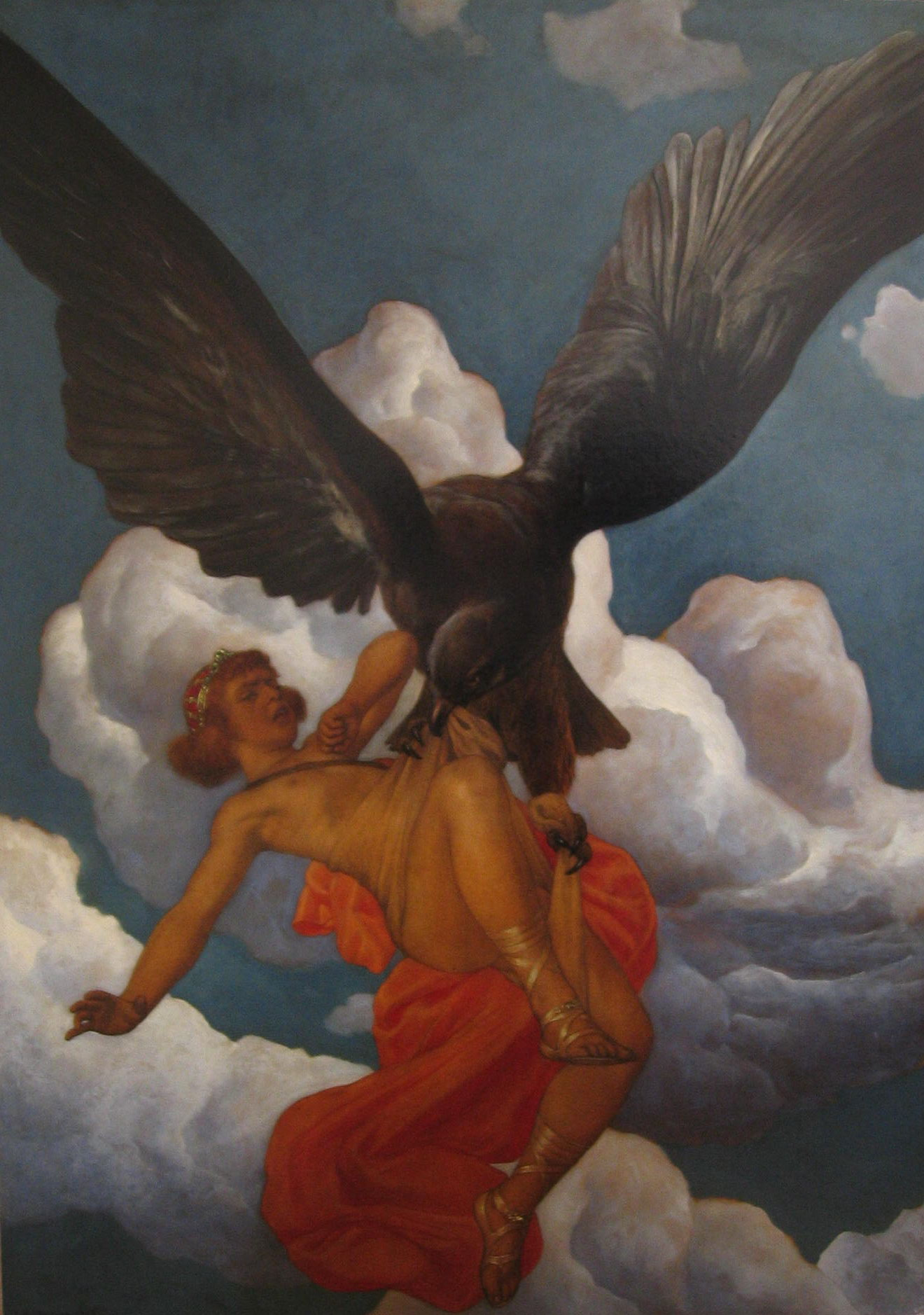
Ganymed (1913, signiert als W. Andresen)
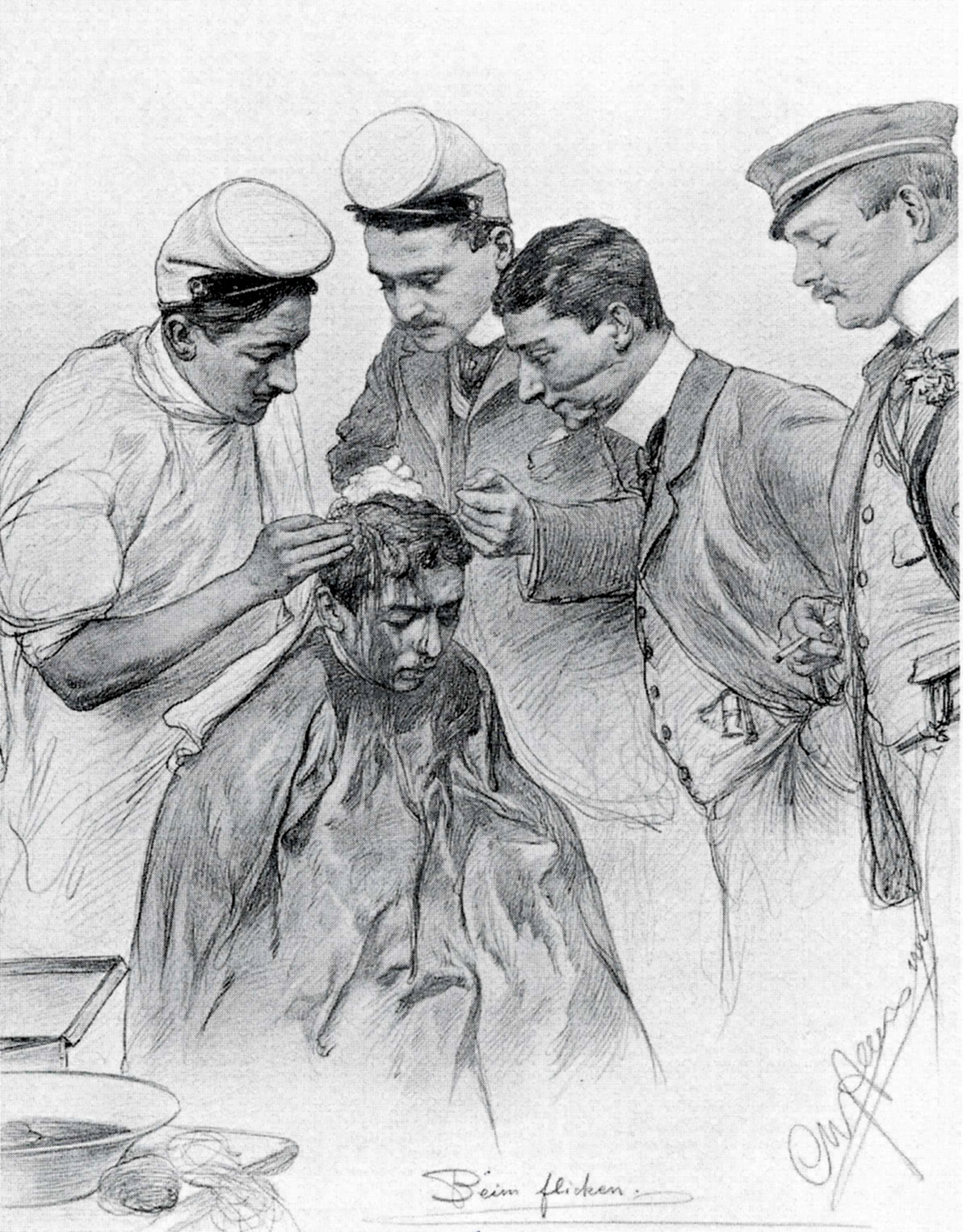
Beim Flicken
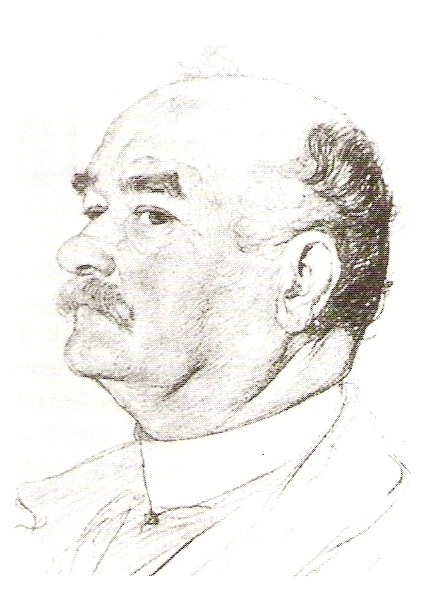
Karl Streit, Bad Kissingen
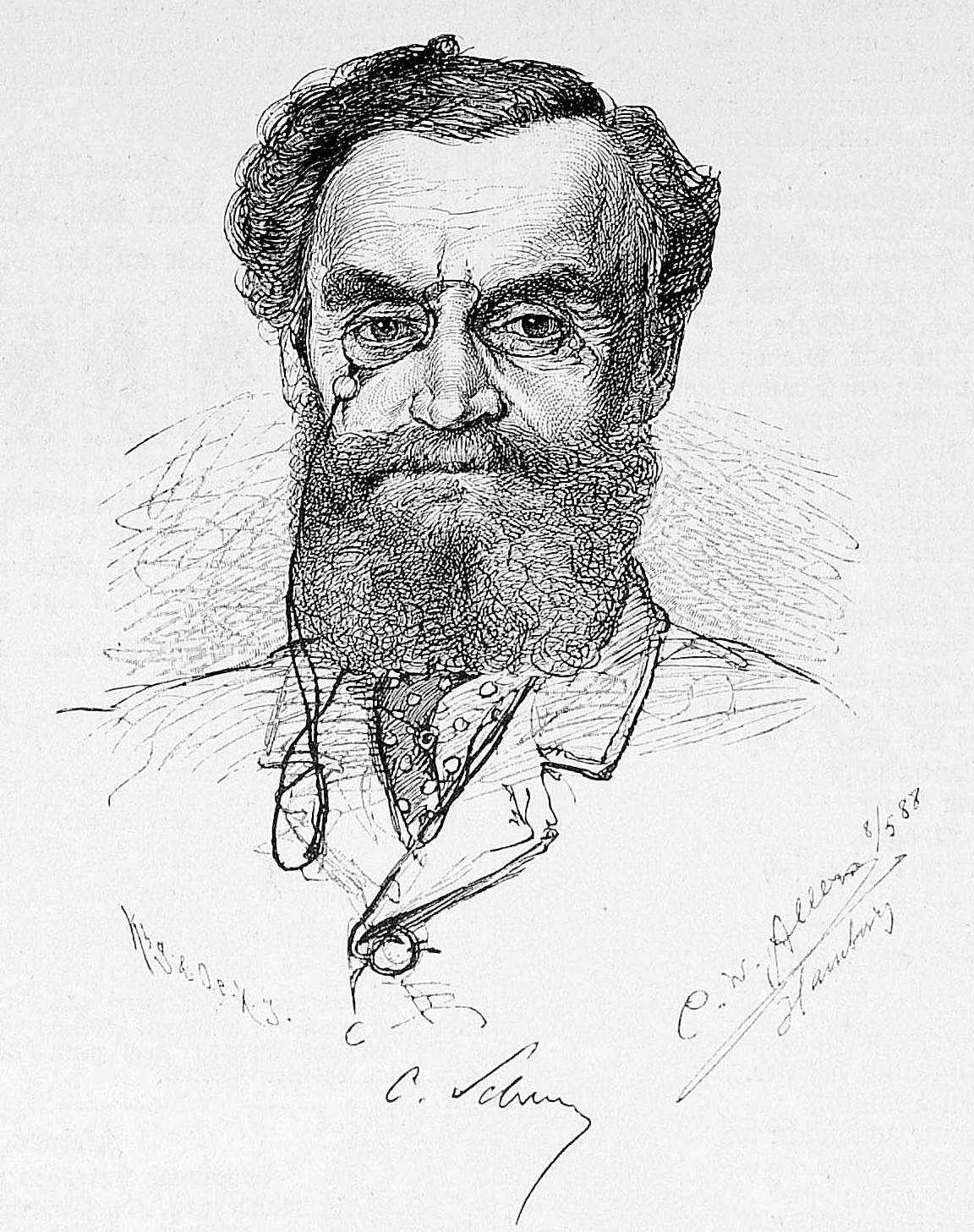
Carl Schurz  8. Mai 1888, Hamburg
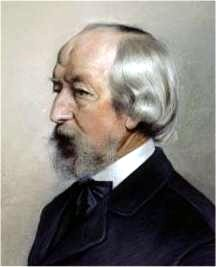
Klaus Groth (1888)

## Ausstellungen und Museen
Nach Allers’ Tod fand im September 1916 eine Nachlass-Ausstellung im Hamburger Kunsthaus Louis Bock & Sohn statt. Im Jahre 1957 (100. Geburtsjahr) führte das Altonaer Museum eine Einzelausstellung durch. 1969 veröffentlichte die Deutsche Bundespost Berlin eine Markenserie, die drei Motive von Allers enthält.
In der Gegenwart sind Drucke im maritimen Zusammenhang im Internationalen Maritimen Museum Hamburg und im Deutschen Schifffahrtsmuseum in Bremerhaven ausgestellt. Originale sind in den Sammlungen (aber nicht in den ständigen Ausstellungen) des Altonaer Museums und der Hamburger Kunsthalle verzeichnet. Auch das Klaus-Groth-Museum in Heide zeigt einige Skizzen und Drucke.
Im Museum Obere Saline in Bad Kissingen wurde vom 14. März 2013 bis 29. September 2013 die Sonderausstellung Christian Wilhelm Allers (1857–1915). Künstler, Weltenbummler, Bismarck-Zeichner gezeigt.